# Cheironitis flabellatus
Cheironitis flabellatus är en skalbaggsart som beskrevs av Antoine Boucomont 1923. Cheironitis flabellatus ingår i släktet Cheironitis och familjen bladhorningar. Inga underarter finns listade i Catalogue of Life.